# Connecticut Bicentennials
Hartford Bicentennials – amerykański klub piłkarski z Hartford, w stanie Connecticut. Drużyna występowała w lidze NASL, a jego domowymi obiektami były: Dillon Stadium (1975-1976) i Yale Bowl (1977). Zespół istniał w latach 1975-1977.

## Historia
Klub został założony w 1975 w Hartford. Nazwa klubu wywodzi się z tego faktu, iż w 1976 w Stanach Zjednoczonych zbliżała się 200. rocznica deklaracji niepodległości Stanów Zjednoczonych, a Connecticut był jedną z pierwszych kolonii brytyjskich. Po sezonie 1976 klub zmienił siedzibę klubu na New Haven w stanie Connecticut i zmienił nazwę na Connecticut Bicentennials.
Po sezonie 1977 klub został przeniesiony do Oakland w stanie Kalifornia i w sezonie 1978 występował pod nazwą Oakland Stompers, a następnie przeniesiony do kanadyjskiego Edmonton i w latach 1979-1982 występował pod nazwą Edmonton Drillers.

## Sezon po sezonie
| Sezon | Liga        | Z  | P  | Pkt | Sezon                                               | Playoff                | Śr. frekwencja |
| ----- | ----------- | -- | -- | --- | --------------------------------------------------- | ---------------------- | -------------- |
| 1975  | Halowa NASL | 1  | 1  | 2   | 2.miejsce, Region 1                                 | Nie zakwalifikował się | n/a            |
| 1975  | NASL        | 6  | 16 | 61  | 2.miejsce, Dywizja Północna                         | Nie zakwalifikował się | 3,720          |
| 1976  | NASL        | 12 | 12 | 107 | 4.miejsce, Konferencja Atlantycka, Dywizja Północna | Nie zakwalifikował się | 3,420          |
| 1977  | NASL        | 7  | 19 | 72  | 5.miejsce, Konferencja Atlantycka, Dywizja Północna | Nie zakwalifikował się | 3,902          |

## Trenerzy
- 1975-1976:  Manny Schellscheidt
- 1976-1977:  Bobby Thomson